# کشتی مین‌جمع‌کن کلاس بنگور
کشتی مین‌جمع‌کن کلاس بنگور (به انگلیسی: Bangor-class minesweeper) یک کلاس از کشتی است که طول آن ۱۶۲ فوت (۴۹٫۴ متر) می‌باشد.